# 넙다리동맥
넙다리동맥(femoral artery), 또는 대퇴동맥(大腿動脈)은 넓적다리에 있는 큰 동맥이며 넓적다리와 종아리에 혈액을 공급하는 주요 동맥이다. 넙다리동맥에서는 깊은넙다리동맥이 나오며 넙다리삼각에서 넓적다리의 앞안쪽 부분을 따라 내려간다. 이후에는 모음근굴로 들어가 통과하며, 넓적다리 중간 및 먼쪽 1/3의 교차점 근처에 있는 큰모음근에서 모음근구멍을 통과할 때 오금동맥이 된다.

## 구조
넙다리동맥은 바깥엉덩동맥이 이어지는 동맥으로 고샅인대 뒤쪽에서 넓적다리로 들어간다. 여기에서 위앞엉덩뼈가시과 두덩결합의 중간에 위치한다.
처음 3~4센티미터는 넙다리정맥과 함께 넙다리혈관집으로 둘러싸여 있다. 65%의 경우에서 넙다리동맥은 넓적다리 중앙의 넙다리정맥 앞쪽에 있다.

### 위치 관계
넙다리동맥의 다른 구조와의 위치 관계는 다음과 같다.
- 앞쪽: 넙다리동맥은 위쪽에서는 얕은쪽에 위치하며 피부와 근막으로 덮여 있다. 아래쪽 부분에서는 넙다리빗근에 덮여 있다.
- 뒤쪽: 엉덩관절, 두덩근, 긴모음근과 동맥을 분리하는 작은허리근이 넙다리동맥 바로 뒤에 있다. 넙다리정맥은 넙다리동맥과 긴모음근 사이에 끼어 있다.
- 안쪽: 주행 경로 위쪽에서는 넙다리정맥이 안쪽에 있다.
- 가쪽: 넙다리신경과 그 가지.

### 가지

넙다리동맥 가지를 포함한 넓적다리 동맥의 그림.

넙다리동맥은 다음의 동맥들을 포함해 넓적다리에서 여러 가지를 낸다.
- 얕은엉덩휘돌이동맥은 위앞엉덩뼈가시까지 이어지는 작은 가지이다.
- 얕은배벽동맥은 고샅인대를 가로질러 배꼽 부위로 이어지는 작은 가지이다.
- 얕은바깥음부동맥은 음낭 또는 대음순의 피부에 혈액을 공급하기 위해 안쪽으로 뻗어 있는 작은 가지이다.
- 깊은바깥음부동맥은 안쪽으로 주행하고 음낭 또는 대음순의 피부에 혈액을 공급한다.
- 깊은넙다리동맥은 고샅인대의 4cm 아래 정도에서 넙다리동맥의 가쪽 측면에서 나온다. 갈라진 이후 넙다리동맥의 뒤안쪽을 통과하여 넓적다리안쪽칸으로 들어가고, 넷째 관통동맥이 되는 것으로 끝난다. 시작 지점에서는 안쪽넙다리휘돌이동맥과 가쪽넙다리휘돌이동맥을 내고, 주행 중에 3개의 관통동맥을 낸다.
- 무릎내림동맥은 모음근굴 안의 넙다리동맥 끝부분에서 발생하는 작은 가지로, 무릎관절에 혈액 공급을 돕는다.

### 분절

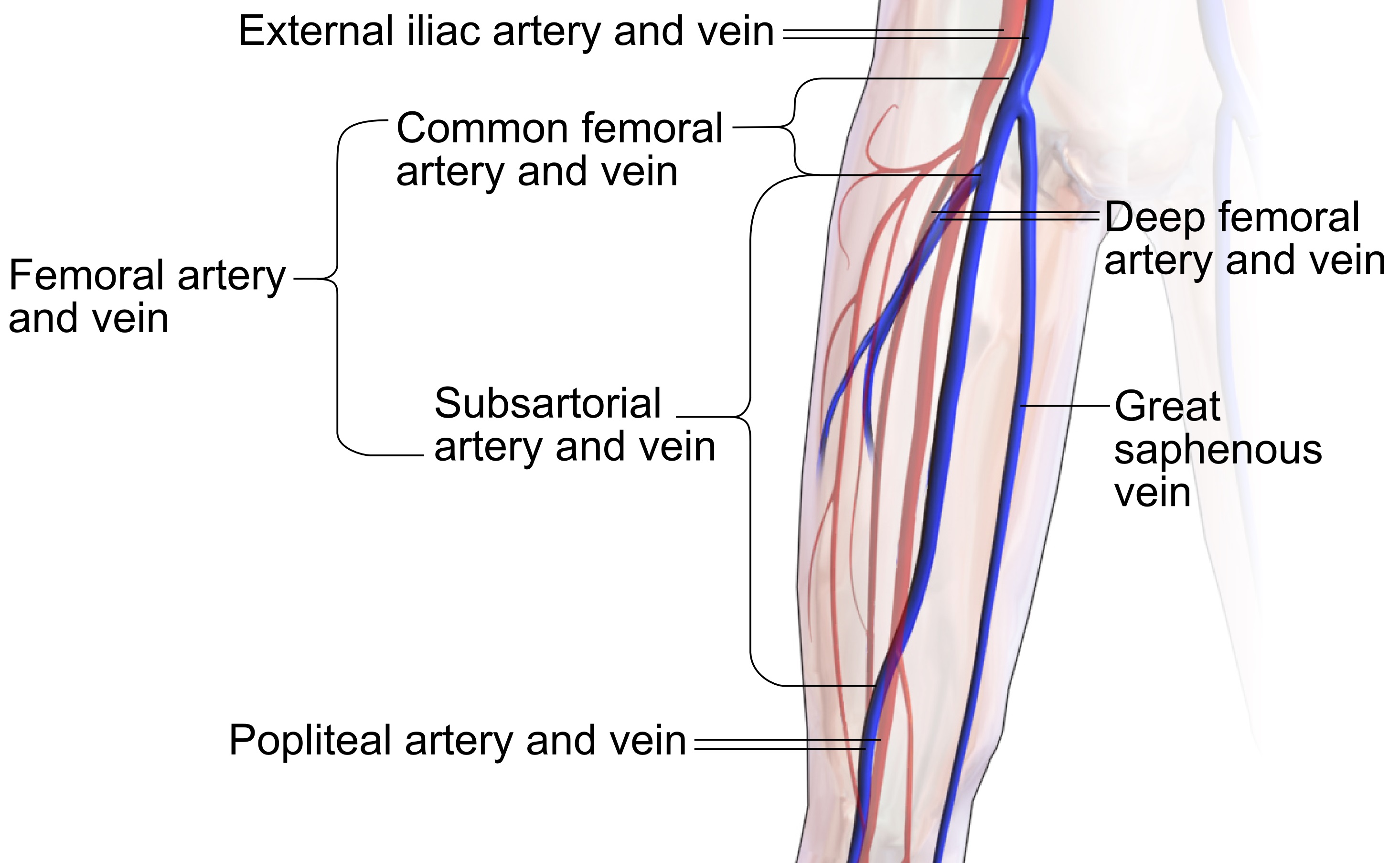
넙다리동맥의 분절.

임상적으로 넙다리동맥은 다음과 같은 분절로 나뉜다.
- 온넙다리동맥(common femoral artery)은 고샅인대 아래쪽 경계와 깊은넙다리동맥이 갈라져 나가는 지점 사이의 부분이다.
- 'Subsartorial artery'[4][5] 또는 'superficial femoral artery'[6] 깊은넙다리동맥의 분기점과 모음근구멍 사이의 부분으로, 모음근굴을 통과하는 넙다리동맥 부분을 가리키는 명칭이다. 그러나 후자는 넙다리동맥 옆을 지나가는 넙다리정맥에 대해 일반 의료 종사자들 사이에서 혼란을 야기하기 때문에 많은 의사들이 권장하지 않는다.[7] 넙다리동맥에 인접한 넙다리정맥은 임상적으로 깊은정맥으로, 심부정맥 혈전증 치료를 위해 항응고제 투여나 혈전용해 요법을 사용할 수 있다. 그러나 'superficial femoral artery'와 같은 용어의 사용은 다수 의사들이 넙다리정맥을 얕은정맥으로 착각하게 만들어, 정맥혈전증 환자들에게 적절한 치료를 하지 못하게 만들었다.[8][9][10] 결국 깊은넙다리동맥, 정맥의 먼쪽을 가리키는 용어는 'subsartorial artery, vein'으로 제안되었다.[5]

## 임상적 중요성

### 접근성
일반적인 넙다리동맥의 맥박은 종종 피부를 통해 촉진될 수 있다. 최대로 맥박이 느껴지는 부위는 카테터 접근을 위한 천자 지점으로 사용된다.
넙다리동맥의 맥박을 가장 잘 촉진할 수 있는 부위는 넓적다리 안쪽의 샅고랑중간점(위앞엉덩뼈가시와 두덩결합의 중간점)이다.

### 말초동맥질환
넙다리동맥은 말초동맥질환에 취약하다. 죽상경화증으로 동맥이 막힌 경우 반대쪽 넙다리동맥에서 접근하는 경피적 개입이 필요할 수 있다. 넙다리동맥의 침착물을 제거하기 위한 수술적 절개인 동맥내막절제술도 흔히 이루어진다. 오금동맥의 동맥류를 치료하기 위해 넙다리동맥을 외과적으로 결찰해야 하는 경우에도 무릎동맥그물을 통해 결찰된 부분보다 먼쪽의 오금동맥에 혈액이 도달할 수 있다. 그러나 정상 다리에서 넙다리동맥의 흐름이 갑자기 중단되면 그보다 먼쪽의 혈류는 대부분 충분하지 않다. 그 이유는 무릎동맥그물이 소수의 사람들에만 존재하고 넙다리동맥의 질병이 없을 때는 항상 발달하지 않기 때문이다.

## 역사
무릎동맥그물을 그린 교과서의 삽화는 모두 1910년 그레이 해부학에서 처음 제작한 이상적인 이미지에서 파생된 것으로 보인다. 1910년의 그림이나 후속 버전 그림들은 실제 해부로 만들어지지 않았고 오히려 오금동맥류로 인해 넙다리동맥을 결찰한 후 수년이 지난 후 무릎동맥그물을 기술한 존 헌터(John Hunter)와 에슐리 쿠퍼(Astley Cooper)의 글에서 따왔다. 컴퓨터단층촬영이나 혈관조영술과 같은 현대적인 영상 기술로도 실제 무릎동맥그물의 존재는 입증되지 않았다.

## 같이 보기
- 위팔동맥 - 유사한 기능을 가진 팔의 동맥

## 추가 이미지
위키미디어 공용에 넙다리동맥 관련 미디어 분류가 있습니다.

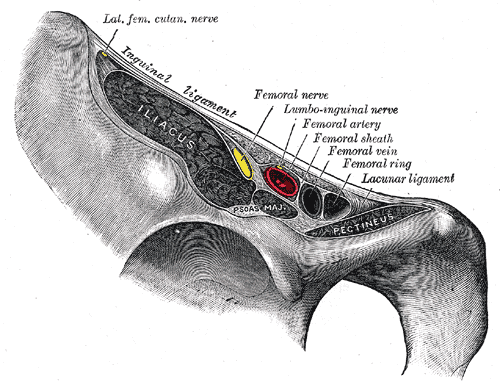
고샅인대 뒤쪽을 지나가는 구조. 넙다리동맥은 상단 오른쪽에 표시됨.
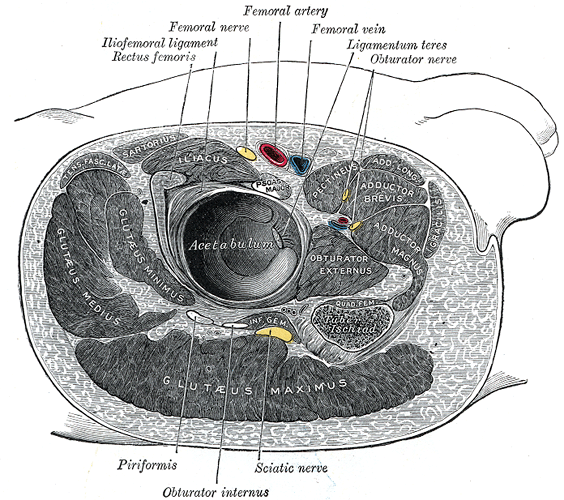
오른쪽 엉덩관절 주변의 단면.
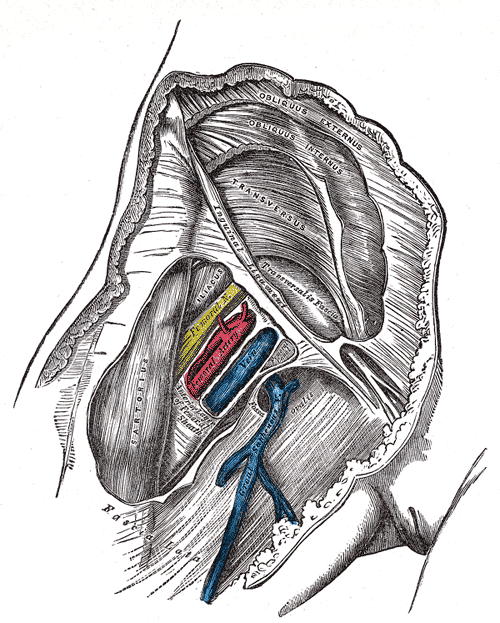
목혈관신경집을 열어 그 안의 세 칸이 보이게 한 그림.
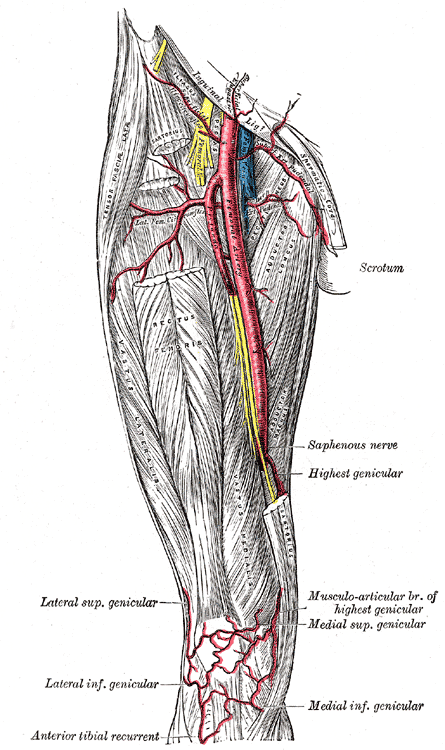
넙다리동맥.
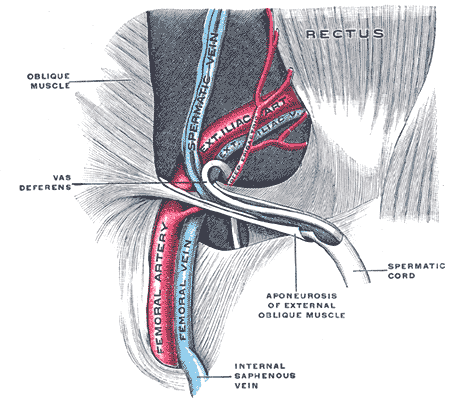
샅굴의 정삭.
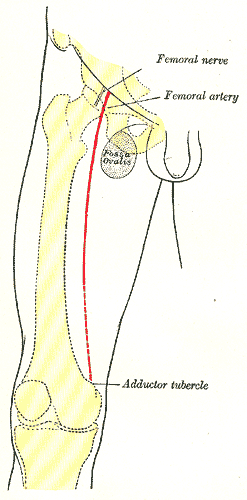
뼈와 넙다리동맥, 넙다리신경을 표면에 그린 오른쪽 넓적다리의 그림.
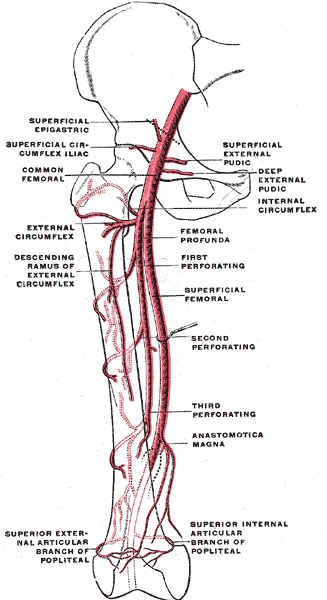
넙다리동맥과 그 주된 가지들.
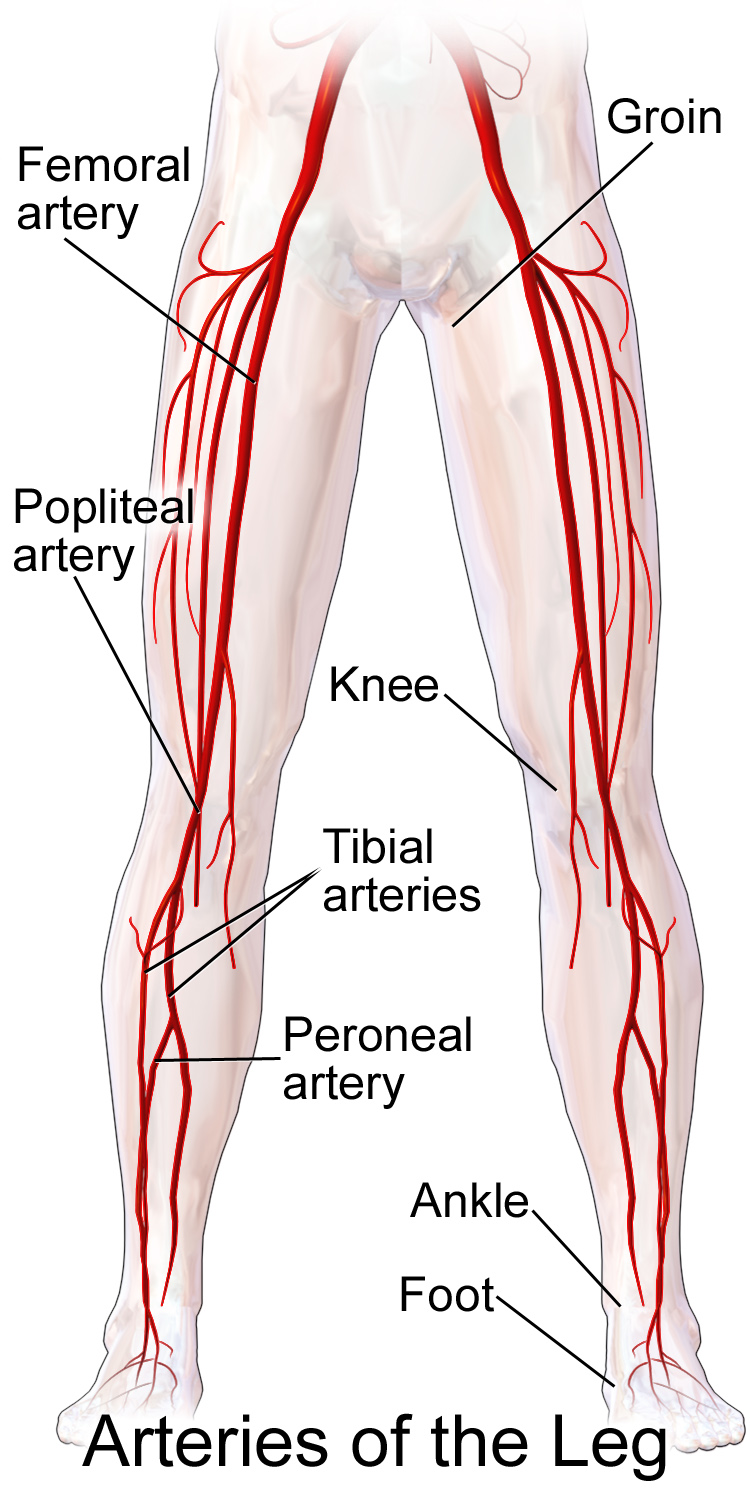
앞에서 본 주된 다리의 동맥들.
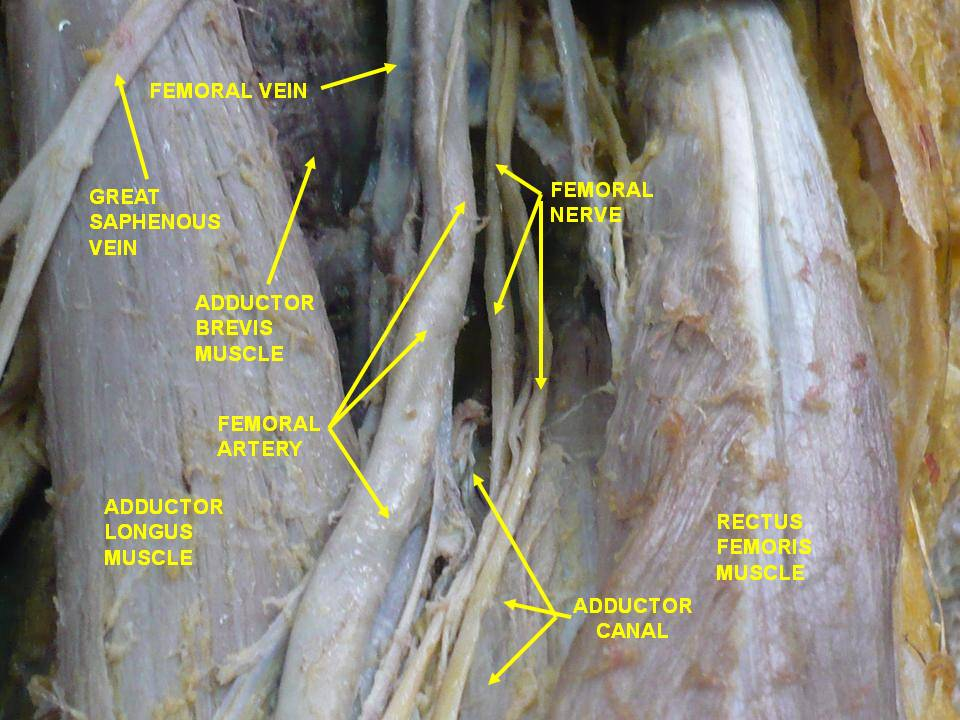
넙다리동맥의 깊은 곳 해부.
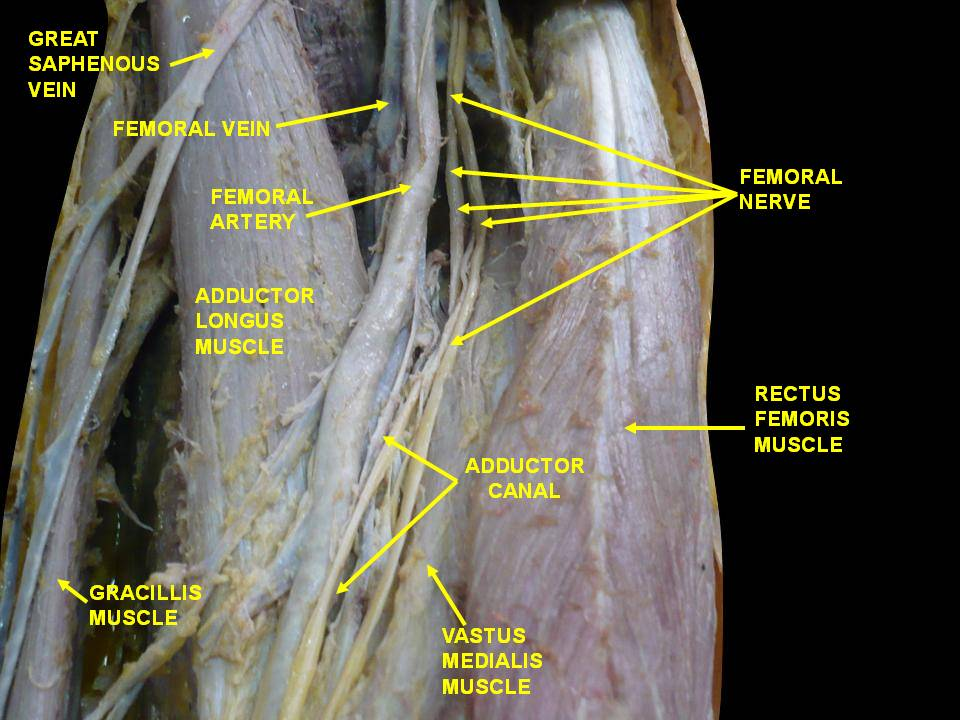
넙다리동맥의 깊은 곳 해부.